# Jennette McCurdyová
Jennette Michelle Faye McCurdyová (nepřechýleně McCurdy; * 26. června 1992, Garden Grove, Kalifornie, USA) je americká filmová a televizní herečka a country pop zpěvačka a skladatelka. Je nejlépe známá pro její roli Sam Puckettové v sitkomové komedii iCarly na Nickelodeonu a v seriálu
Sam & Cat. Objevila se v řadě televizních seriálů, včetně Victorious, Zoey 101, True Jackson VP, Malcolm v nesnázích, a Lincoln Heights.
V roce 2000 si zahrála ve filmu Malcolm v nesnázích. Roku 2002 hrála hlavní roli filmu Moje dcera není vrah. Roku 2003 točila film Detektivové z Hollywoodu a počátkem roku 2007 začaly s kolegyní Mirandou Cosgroveovou točit seriál iCarly.